# Sirdija
Sirdija (cyr. Сирдија) – wieś w Serbii, w okręgu kolubarskim, w gminie Osečina. W 2011 roku liczyła 241 mieszkańców.